# Dlouhá Stráň
Dlouhá Stráň (niem. Langenberg) – gmina w Czechach, w powiecie Bruntál, w kraju morawsko-śląskim. Według danych z dnia 1 stycznia 2012 liczyła 83 mieszkańców.
W latach 1979–1990 była częścią miasta Bruntál.